# Setge de Lilla (1708)
El setge de Lilla va tenir lloc entre el 12 d'agost i el 10 de desembre de 1708 en el marc de la Guerra de Successió Espanyola.

## Història
La ciutat de Lilla, que el Regne de França havia ocupat i annexat el 1667, va ser objecte d'un setge el 1708 durant la Guerra de Successió Espanyola. Després de la batalla d'Oudenaarde de 1708, el camí cap a França va quedar expedit i el príncep Eugeni de Savoia es va dirigir cap al sud amb 75.000 homes per portar la guerra a territori francès.
El mariscal Louis François de Boufflers va arribar el 28 de juliol amb un contingent de 15.000 homes just a temps per defensar Lilla. La ciutat va resistir fins al 12 d'agost, quan Boufflers es va veure obligat a abandonar-la i retirar-se a la nova ciutadella. Lluís XIV va enviar noves tropes de París a Lilla, on es van enfrontar a un doble sistema defensiu al voltant de la ciutat construït pel duc de Marlborough.
La batalla va tenir lloc al sud de Lilla entre els dos exèrcits en una línia est-oest adossada a dos rius propers i els seus aiguamolls. El combat principal es va lliurar a la plana de Wattignies, on els francesos van intentar passar pel flanc occidental però van ser vençuts. Boufflers va haver de capitular el 28 octubre de 1708 amb 8.000 supervivents. Aquesta derrota va causar fort impacte al vell Lluís XIV i va donar pas al Tractat d'Utrecht de 1713 després de temptatives en va de redreçar la situació. Lluís XIV es veié obligat a abandonar les portes del Quebec.
El duc de Marlborough i el príncep Eugeni de Savoia van avançar després cap a Gant, on s'havien replegat les tropes franceses derrotades a Oudenaarde, i se n0apoderaren el 29 de desembre del 1708. Els francesos evacuaren el comtat de Flandes i d'Hainaut, però Lluís XIV no acceptà les condicions de pau humiliants que li oferiren i l'any següent va intentar recuperar Mons amb nous generals.